# Fancsal
Fancsal este un sat în districtul Encs, județul Borsod-Abaúj-Zemplén, Ungaria, având o populație de 324 de locuitori (2011). 

## Demografie
Componența etnică a satului Fancsal
     Maghiari (100%)
Componența confesională a satului Fancsal
     Romano-catolici (33,64%)
     Luterani (27,47%)
     Reformați (12,96%)
     Greco-catolici (7,1%)
     Fără religie (4,01%)
     Necunoscută (14,81%)
Conform recensământului din 2011, satul Fancsal avea 324 de locuitori. Din punct de vedere etnic, majoritatea locuitorilor (100,0%) erau maghiari. Nu există o religie majoritară, locuitorii fiind romano-catolici (33,64%), luterani (27,47%), reformați (12,96%), greco-catolici (7,1%) și persoane fără religie (4,01%). Pentru 14,81% din locuitori nu este cunoscută apartenența confesională.